# Domingo Moreno Jimenes
Domingo Segundo Moreno Jimenes (Santo Domingo, 7 de enero de 1894 - ib., 22 septiembre de 1986) fue un escritor dominicano, fundador y líder del movimiento literario dominicano Postumismo.

## Cronología
1895, El niño disfruta de una infancia acomodada. Se obstinaba siempre en vestirse únicamente con ropa blanca.
1899, Es alfabetizado en el "Colegio Eugenio María de Hostos", en Santo Domingo. Su abuelo Juan Isidro Jimenes es elegido Presidente de la República Dominicana.
1900, Comienza sus estudios primarios en la escuela "San Luis Gonzaga".
1901, Acontece el divorcio de sus padres; las dificultades económicas comienzan en el hogar. Su madre se va a residir a Sabaneta. El niño queda bajo la protección de su madrina, quien le prodiga siempre muchas atenciones y cariño, recibiendo además de ella una educación refinada.
1903, El decía con convicción que cuando fuese grande sería sacerdote, y esto lo afirmaba con tal insistencia que su madre le hizo una sotana que el pequeño Domingo usaba cada día, preparando además una mesa con todos los objetos necesarios para celebrar una "misa" a la que asistían todos sus amigos.
1905, Su madre lo lleva a conocer a Sabaneta.
1906, Comienza a escribir sus primeros versos (que no conservó); en esta época su "mentor" le aconseja destruirlos, alegando que no tenían métrica.
1908, Habita ahora con su madre en la provincia de El Seybo.
1909, regresa a Santo Domingo para ingresar a la escuela oficial del gobierno: "La Escuela de Bachilleres", donde aprende la métrica. El joven Domingo obtiene su diploma de "Maestro Normal de Segunda Enseñanza". En esta época ya aspiraba a escribir versos libres, apartándose del modelo clásico. El habla de ello a Federico Henríquez y Carvajal, su profesor y director de la Escuela de Bachilleres. Una gran amistad une ya a estos dos hombres. Este último le aconseja no escribir así, pues él no lo sentía todavía preparado para realizar este "salto" en poesía, y le sugirió que leyese y estudiase mucho antes de pretender efectuar una tal revolución.
1910, Lee mucho los clásicos de la literatura española (Cervantes, Quevedo, Boscán, Góngora, Campoamor, Bécquer, Zorrilla, Lope de Vega); también de la literatura hispanoamericana (Gutiérrez Nájera, José Asunción Silva, Julián del Casal, Rubén Darío, Leopoldo Lugones y José Martí, entre otros); igualmente un poco de literatura francesa y latina. Comienza a publicar en la revista Páginas. En esa época su metro preferido era el octosílabo, y  su forma habitual era el sonetillo.
1911, Escribe "Promesa".
1912, Empieza sus aventuras y amoríos.
1914, Juan Isidro Jimenes Pereira es elegido de nuevo Presidente de la República Dominicana. Moreno reside otra vez en El Seybo. Hace y deshace sin cesar poemas, pues los constreñimientos impuestos por la poesía medida lo dejaban siempre insatisfecho.
1916, Escribe su poema "Aspiración", en el cual ya anuncia sus innovaciones futuras, aunque este texto no será publicado sino en 1927, en su libro "Decrecer". Publica Promesa, Vuelos y duelos. Comienza a escribir sus poemas sin rima ni metro. Se realiza la intervención armada de los Estados Unidos en la República Dominicana, la que dura ocho años.
1917, Moreno demuestra, desde el principio, un gran interés e inquietud literaria, iniciando sus publicaciones en la revista Letras - la más prestigiosa publicación literaria de la época- con dos sonetos y endecasílabos blancos.
1918, Su nombre comienza a ser conocido en el medio literario nacional. Recorre varias ciudades de la región del Cibao. Participa en reuniones informales de amigos para discutir sobre literatura, habitualmente en una colina de Villa Francisca - zona muy alta del Distrito Nacional en donde estaba ubicada su casa - a la cual le llamaron "La Colina Sacra". Comienza a renovar la poesía, escribiendo entonces sus primeros cantos libres. Viaja a Sabaneta a ocupar la dirección de la Escuela Primaria Graduada. Allí escribe: "Extraviado", "Melancolía", "Paisaje" y "Vesperal".
1919, Regresa de Sabaneta. Hace publicar su poema en prosa "Acuarela" y también "Viacrucis", este último en la revista Letras, lo que provocó un choque de criterios con destacados miembros de la burguesía conservadora de la época.
1920 Conoce a otros jóvenes poetas, y comienza a elaborar con ellos un movimiento de renovación literaria. Continúan celebrándose reuniones en "La Colina Sacra".
1921, Proclamación formal del Movimiento poético denominado Postumismo. Moreno es secundado por los jóvenes poetas Rafael A. Zorrilla, Andrés Avelino, Francisco Ulises Domínguez, Ricardo M. Lora, Esteban Polanco Billini y Vigil Díaz. Primera publicación del grupo postumista en la revista La Cuna de América, donde cada miembro colabora con un poema. Esta publicación provoca críticas y hasta burlas por parte de los poetas de la vieja escuela. Durante ese año también publica su libro titulado "Salmos".
1922, Es elegido "supremo pontífice" del Movimiento. Para celebrar el primer aniversario los postumistas prepararon un banquete espiritual y publicaron: Del Movimiento postumista, una pequeña antología. Uno de los miembros del Postumismo (Andrés Avelino) escribió una especie de manifiesto, para lo cual no concertó nada con los demás adeptos al Movimiento, quienes se negaron a firmarlo. Como consecuencia de esto, ni el resto de los postumistas ni tampoco nosotros consideramos dicho trabajo literario como el verdadero manifiesto del Movimiento. Sin embargo, ciertos detractores del Movimiento y críticos dominicanos se han basado erróneamente en este documento personal de Andrés Avelino para combatir y menoscabar la significación y los méritos del Postumismo.
1923, Publicación de una segunda antología postumista con poemas de nuevos afiliados: Pequeña antología postumista. El Movimiento ya no tendrá la cohesión del principio.
1924, Viaja a Sabaneta. Nacimiento de sus primeros hijos. Moreno es nombrado director de la escuela de Sabaneta. Comienza a realizar viajes a distintas regiones del país - lo cual durará casi veinte años - a veces en condiciones muy precarias, ya fuese en guaguas, a caballo, a pie, o en "cacharras"*. Se trataba de un recorrido de entera "misión poética", que no tenía precedentes ni en nuestra literatura ni en la de los otros países de América. De esta manera, atravesaba pequeñas ciudades, villas y pueblecitos, para ofrecer pequeñas conferencias - muchas de ellas improvisadas - o vendiendo sus libros de poemas que siempre llevaba consigo en su ajado maletín, y que no tenían precio determinado, pues frecuentemente era el comprador quien espontáneamente decidía lo que debía pagar. Así transcurrían sus días, vendiendo con entusiasmo sus opúsculos, no sólo para obtener el sustento de su familia y el de su propia vida, sino porque entendía que así era como se promocionaba la poesía. Se reunía muchas veces con los jóvenes interesados por la literatura, quienes lo esperaban impacientes y lo recibían como a un patriarca, mientras nuestro vate "predicaba" sus convicciones en el arte. Publica Del adanismo al Postumismo.
1925, Escribe "El diario de la aldea" y "Mi vieja se muere" (dedicado este último a María Teresa Valencia).
1926, Muerte de María Teresa Valencia, madrina y madre adoptiva del poeta, a quien siempre consideró como su verdadera madre y de quien nunca se había separado. Con esta muerte, el poeta nos dice que perdió su "paz interior y exterior". Muerte también de su segundo hijo, Julio Rafael. Viaja a El Seybo: "(...) allí sufrí mucho. Allí me reconcentré mucho en mi interior", nos dice el poeta.
1927, Publica "Decrecer".
1928, Se mantiene en constante actividad literaria. Continúa recorriendo el país.
1929, Publica "Elixires". Junto a Rafael Andrés Brenes y Jesús Troncoso funda la revista "El Día Estético", que tiene como premisa: "La liberación intelectual del continente americano". Ella constituye el órgano de difusión de postumistas y no postumistas. Es por ello que numerosos autores extranjeros participaron como colaboradores. Dicha revista aparecía con cierta irregularidad y era impresa en diferentes ciudades del país.
1930, En esta década el Movimiento va a engendrar otros dos grupos literarios : "Los Nuevos de la Vega" y "El Grupo Minoritario de Santiago". Comienza el régimen dictatorial de Rafael Leónidas Trujillo, que durará treinta y un años. El propio Moreno estuvo en alguna ocasión bajo vigilancia y una vez ocurrió que fue maltratado físicamente en Santiago por la policía del tirano, aunque todos sabían que el poeta nunca estuvo interesado en la política.
1931, Publica: "Los surcos opuestos", "Sésamo" y "Días sin lumbre". Se instala con su familia en la ciudad de San Pedro de Macorís, donde es nombrado Profesor-Secretario de la Escuela Normal, entrando luego en contacto e intercambio significativo con los jóvenes escritores y poetas de allí.
1932, Publica: "Movimiento postumista interplanetario" y "Palabras sin tiempo". Se establece en Santiago de Los Caballeros. A propósito de su estancia en esta ciudad nos dice Moreno: "Allí permanecí con ligeras intermitencias, cerca de tres años." Funda una "Colina Sacra" en Santiago, en donde se reunía con los intelectuales, los poetas y todos los apasionados por el arte para discutir sobre literatura y estética. La Sociedad Cultural "Amantes de la luz", de Santiago, organiza una tertulia poética en la cual Moreno es presentado como uno de los poetas reformadores de la métrica del verso español, uno de los innovadores de América y como el creador de una nueva forma poética, siendo además en esta ocasión consagrado como gran poeta. Creó junto al joven intelectual Juan Isidro Jimenes su primo hermano - la que llamaron: "Universidad popular y libre del Cibao", que contó con el apoyo popular. Esta funcionaba al aire libre, de manera gratuita, no haciendo falta inscribirse ya que era suficiente asistir a los cursos para ser estudiante de la mencionada alta casa de estudios. Moreno era profesor allí de Estética y de Poesía, sus materias eran: "Introducción a una estética libre", "Historia de la literatura hispanoamericana". Esta Universidad sólo funcionó durante seis meses. Fundación de la "Sociedad de Estetas" junto a Yoryi Morel, "Juan Bta. Gómez" (pintores) y Juan Francisco García (músico). El poeta, a propósito de este nuevo ensayo artístico dirá: "La Sociedad de Estetas es la realización en los hechos estéticos y físicos de mi ideal integra lista".
1933, Viaje a San Francisco de Macorís, Montecristi y elección de las primeras "Reinas del Arte" en San José de las Matas, Salcedo, Pimentel, San Cristóbal y Baní.
1934, Su hija María Josefa Jimenes - de algunos meses de edad - muere de colerina. Su amigo, el poeta Tomás Morel, nos dijo que estuvo presente cuando Moreno, en pleno velorio de su hija, se puso a escribir la que llegaría a ser una de sus creaciones más logradas: "El poema de la hija reintegrada".Publica "Moderno apocalipsis".
1935, Publica "El caminante sin camino"
1936, Publica "Embiste de razas" y "Una nueva cosmogonía americana". Reaparición de la revista El Día Estético, que vendrá ahora con el subtítulo de: "Con el estandarte del Arte como Religión Universal". Moreno nos habla del arte como si se tratara de una religión: "el vínculo necesario entre Dios y el Hombre" (documento inédito).
1940, Publica "Fogatas sobre el signo". El poeta estuvo apresado, por corto tiempo, dentro del cementerio de Santiago.
1941, Publica: "Índice de una vida", "Advenimiento", "La religión de América" y "Canto al Atlántico" (dedicado a Rosenda Hernández). Rosenda Hernández, su abuela materna, muere en Sabaneta este mismo año. El poeta viaja a Puerto Rico, donde se reúne con los jóvenes escritores y poetas de ese país, contribuyendo además a la fundación de la tendencia literaria Integralista Insular, que dirigió su amigo el poeta Luis Hernández Aquino. Comienza a residir de nuevo en Santiago con su familia, en el sector de "Los Pepinos" (Asoplay). A ese lugar, que se encontraba en una pequeña elevación del terreno, se le dio también el nombre de Colina Sacra.
1942, Publica "Evangelio americano", "El poemario de la cumbre y el mar", "4 Qué sé yo (Estambres !)"
1943, Crea una nueva forma poética: "Los Triálogos", junto a los poetas Mariano Lebrón Saviñón y Alberto Baeza Flores, este último chileno. Se trataba de una poesía hablada, hecha o compuesta a tres voces, o sea, un poema triangular, colectivo. En esta experiencia lírica tridimensional, los autores obraban juntos, mientras mantenían en sus intervenciones la huella individual, distintiva de la sensibilidad de cada creador. Se escribía sobre un tema surgido al azar en la conversación, que luego era desarrollado de manera rápida y espontánea, haciéndonos pensar, inevitablemente, en la escritura automática practicada por los surrealistas.
1944, Publica "Exalté el ideal y sufrí ante la vida".
1945, Publica "Los milenios del tercer mundo", "Palabras en el agua".
1946, Publica "Emocionadamente" y "Tres pasos en la sombra".
1947 Moreno contrae matrimonio civil con Emelinda Espinal. El departamento de Asuntos Culturales de "La Unión Panamericana" y la "Opera Society" de Washington honra a la República Dominicana en la persona de Domingo Moreno Jimenes, y lo incluye en la publicación: "Homenaje a los creadores de América Latina." Publica Siete vías poéticas.
1948, Publica "Burbujas en el vaso de una vida breve".
1950, Aunque todos supiesen que las actividades de Moreno no tenían otra motivación que la literatura, el dictador Trujillo comenzó a sospechar de sus constantes viajes al interior del país, por creerlos motivados por algún fin subversivo. Para limitar estos desplazamientos el tirano propone al poeta elegir un cargo en el gobierno, y es entonces cuando Moreno concibe y crea "El Instituto de la Poesía Osvaldo Bazil", que se estableció en la ciudad de San Cristóbal. Esta escuela tenía el objetivo de formar una conciencia literaria en la juventud, buscando despertar el interés por las Letras y especialmente por la poesía. Terminan definitivamente sus recorridos líricos por el interior del país.
1954, El Instituto de Cultura Hispánica de España lo invita a Madrid, pero él no realiza el viaje.
1958, La Asociación de Concordia de la República Argentina le otorga un título en reconocimiento a su obra.
1960, Contrae matrimonio con Emelinda Espinal.
1961, El tirano Trujillo es asesinado. El Ministerio de Educación lo encarga de dar cursos de literatura en los liceos de San Cristóbal, Baní y Santo Domingo, lo que hará durante doce años.
1962, El Ministerio de Educación hace desplazar el Instituto de la Poesía "Osvaldo Bazil" a la ciudad de Santo Domingo, y por esa razón el poeta se traslada a la capital de la República Dominicana. Dicho instituto tuvo entonces su sede en el mismo edificio donde funcionaba la "Academia Dominicana de la Lengua" y el "Ateneo Dominicano". El hace todo un programa de trabajo, visita las "Escuelas Normales", los institutos, las universidades, los colegios, etc., sitios en los cuales diserta sobre literatura y poesía, ejerciendo esa actividad hasta el 1978. A partir de este mismo año el poeta se establece en el barrio de "Mejoramiento Social".
1963, La Sociedad Pro-Cultura de la provincia de San Cristóbal rinde homenaje al poeta en una ceremonia celebrada en su honor.
1964, El Ayuntamiento de Santo Domingo le otorga una placa por sus méritos de poeta, en la que leemos: "A la obra y a la vida ejemplar dominicanista del notable poeta Domingo Moreno Jimenes".
1965, El país sufre una guerra civil. Moreno pierde un grueso legajo de poemas inéditos que venía escribiendo desde hacía ya ocho años. La Sociedad Pro-Cultura y otras asociaciones culturales le rinden homenaje en el Palacio de Bellas Artes de Santo Domingo el 11 de abril para celebrar el cincuentenario de su iniciación poética y de su trabajo fecundo.
1967, Para premiar su largo trabajo en el ejercicio de la literatura, el Presidente del país de ese entonces le concede - luego de un voto del Congreso - la alta Orden del Mérito de Duarte, Sánchez y Mella. Con este motivo se celebra un acto en el palacio presidencial. Los Estados Unidos honran a la República Dominicana en la persona de Domingo Moreno Jimenes, en un "Saludo a los Creadores de la América Latina".
1968, Reaparición y último número de la revista del movimiento postumista "El Día Estético".
1970, Crea el 28 de marzo la organización cultural "La Cámara de los Doce", cuyos miembros fueron: Domingo Moreno Jimenes, Juan E. Padilla Bisonó, Victoria Amiama, Mariano Lebrón Saviñón, Antonio Frías Gálvez, Víctor Ml. Soñé Uribe, Lucía Castillo, Colombina de Castellanos, María Díaz de Stern, Raschid E. Záiter L., Delia Webber y Pedro Abigaíl Báez Márquez. Se trata de una organización heterogénea que acogía diferentes escuelas, estilos y concepciones ideológicas, abierta a todos los que querían integrarse al quehacer artístico. Ella estaba compuesta no sólo de poetas sino también de músicos, pintores, prosistas, escultores y tenía por divisa: "Amor, Arte, Libertad". El grupo publica "La pequeña antología".
1971, Comienza a tener dificultades para oír, lo que se irá agravando con el tiempo.
1972, Jesús María Troncoso - gran amigo y admirador del poeta - comienza un trabajo arduo junto a Moreno: recoger y reunir toda la obra poética de este último, la cual estaba dispersa en pequeños folletitos o libritos que el autor no siempre conservaba, pues debido a la precariedad económica de su vida no consideraba la posibilidad de publicar toda su obra, y por ello no se empeñaba en guardar siempre un ejemplar de sus textos. Moreno imparte todavía cursos de literatura en los liceos "Juan Pablo Duarte" y "Salomé Ureña", en Santo Domingo, y ofrece también coloquios en las escuelas públicas, en los colegios y en las asociaciones culturales...
1973, El estado fija una pensión al poeta. La Universidad Autónoma de Santo Domingo le concede el título de Doctor Honoris Causa. La Universidad Nacional Pedro Henríquez Ureña le otorga la misma distinción.
1974, María Josefa Jimenes Hernández, madre del poeta, muere a la edad de 102 años.
1975, Jesús María Troncoso Sánchez hace publicar en un volumen la obra poética casi integral de Moreno. El libro es intitulado "Del Gemido a la Fragua", con una tirada de 1,500 ejemplares. Agradecemos de manera entrañable al Lic. Troncoso Sánchez por este gesto de solidaridad, generosidad y admiración profunda hacia el poeta y lo consideramos como el verdadero "salvador" de la obra de su amigo. Se le otorga el Premio Nacional de Poesía. Moreno cae gravemente enfermo y queda durante cuatro meses al cuidado de la ciencia médica. Luego de esta enfermedad se retira a su hogar en Santo Domingo, de donde no saldrá casi nunca más.
1977, La calle en donde reside el poeta desde el 1947 recibe su nombre, según la ley No 689, del 1 de noviembre del año, votada por el Congreso Nacional.
1978, Moreno se encuentra muy enfermo. Su salud se deteriora. El Colegio San Judas Tadeo le rinde homenaje.
1979, La Comisión del Patrimonio Cultural Dominicano declara al poeta "Patrimonio Cultural Viviente", en un acto-homenaje donde se establece que se le concede esta distinción únicamente "a todo hombre que en su espíritu es una reserva de arte, de tradición y de todo lo que compone el enriquecimiento de nuestra cultura".
1981, Se da su nombre a la novena Feria Internacional del Libro de Santo Domingo, que se le dedica en homenaje a su vida consagrada por entero a las letras.
1982, Emelinda Espinal de Moreno, su esposa, muere a la edad de 81 años.
1983, Se celebra una Exposición-Homenaje a Domingo Moreno Jimenes en la Biblioteca Nacional de República Dominicana.
1984, El poeta vuelve a sufrir serios quebrantos de salud, por lo cual es necesario internarlo en un hospital de Santo Domingo.
1985, La Universidad APEC le concede el título de Doctor Honoris Causa.
1986, Se le atribuye el premio "El gordo del año".

## Muerte y honores
Falleció en Santo Domingo el 23 de septiembre de 1986. Joaquín Balaguer designa una comisión del Ministerio de Educación y de Bellas Artes para hacerse representar en los actos del sepelio. Dicha disposición establece, además, que se le rindan los honores militares de estilo en el camposanto. 
La Universidad Autónoma de Santo Domingo también le rinde homenaje póstumo en presencia del féretro. El Presidente de la República Dominicana declaró el día de su muerte como duelo nacional.